# 小行星4847
小行星4847（4847 Amenhotep）是一颗绕太阳运转的小行星，为主小行星带小行星。该小行星于1960年9月24日发现。

## 轨道参数
小行星4847的轨道半长轴为2.1665829 UA，离心率为0.089。